# Patrick Tubach
Patrick „Pat“ Tubach ist ein US-amerikanischer Filmschaffender, der im Bereich der Visuellen Effekte für zahlreiche Hollywood-Spielfilme verantwortlich zeichnet.

## Leben
Patrick Tubach ist insbesondere für seine Arbeiten an den Filmen Fluch der Karibik, WALL·E – Der Letzte räumt die Erde auf und Marvel’s The Avengers bekannt geworden. Sein Schaffen umfasst mehr als 50 Produktionen.

## Filmografie (Auswahl)
- 1982: E.T. – Der Außerirdische
- 1996: Space Jam
- 1997: Air Force One
- 1998: Armageddon – Das jüngste Gericht
- 1999: Der 13te Krieger
- 2001: Jurassic Park III
- 2002: Star Wars: Episode II – Angriff der Klonkrieger
- 2003: Fluch der Karibik
- 2005: Amityville Horror – Eine wahre Geschichte
- 2005: Star Wars: Episode III – Die Rache der Sith
- 2005: Harry Potter und der Feuerkelch
- 2006: Mission: Impossible III
- 2006: Pirates of the Caribbean – Fluch der Karibik 2
- 2007: Pirates of the Caribbean – Am Ende der Welt
- 2007: Transformers
- 2007: Rush Hour 3
- 2008: Iron Man
- 2008: WALL·E – Der Letzte räumt die Erde auf
- 2009: Harry Potter und der Halbblutprinz
- 2011: Super 8
- 2011: Transformers 3
- 2011: Cowboys & Aliens
- 2011: Mission: Impossible – Phantom Protokoll
- 2012: Marvel’s The Avengers
- 2013: Star Trek Into Darkness
- 2015: Star Wars: Das Erwachen der Macht
- 2018: Solo: A Star Wars Story
- 2019: Star Wars: Der Aufstieg Skywalkers (Star Wars: The Rise of Skywalker)

## Nominierungen und Auszeichnungen (Auswahl)
Patrick Tubach erhielt im Laufe seiner Hollywood-Karriere folgende Nominierungen und Auszeichnungen:
Saturn-Award-Verleihung 2007
- Nominierung in der Kategorie Beste Spezialeffekte für Mission: Impossible III

Saturn-Award-Verleihung 2014
- Nominierung in der Kategorie Beste Spezialeffekte für Star Trek Into Darkness

Saturn-Award-Verleihung 2016
- Auszeichnung in der Kategorie Beste Spezialeffekte für Star Wars: Das Erwachen der Macht

Saturn-Award-Verleihung 2021
- Nominierung in der Kategorie Beste Spezialeffekte für Star Wars: Der Aufstieg Skywalkers

Visual Effects Society (VES) Awards 2008
- Auszeichnung für Transformers

Visual Effects Society (VES) Awards 2016
- Auszeichnung für Star Wars: Das Erwachen der Macht

Visual Effects Society (VES) Awards 2019
- Nominierung für Solo: A Star Wars Story

Visual Effects Society (VES) Awards 2020
- Nominierung für Star Wars: Der Aufstieg Skywalkers

Oscarverleihung 2014
- Nominierung in der Kategorie Beste visuelle Effekte für Star Trek Into Darkness

Oscarverleihung 2016
- Nominierung in der Kategorie Beste visuelle Effekte für Star Wars: Das Erwachen der Macht

Oscarverleihung 2019
- Nominierung in der Kategorie Beste visuelle Effekte für Solo: A Star Wars Story

Oscarverleihung 2020
- Nominierung in der Kategorie Beste visuelle Effekte für Star Wars: Der Aufstieg Skywalkers

British Academy Film Awards 2014
- Nominierung in der Kategorie Beste visuelle Effekte für Star Trek Into Darkness